# Antoine Ogay
Antoine Ogay (* 23. September 1958 in Lausanne) ist ein Schweizer Jazzmusiker (Kontrabass) und Tontechniker.

## Leben und Wirken
Ogay, Sohn des Jazzpianisten Bernard Ogay, erhielt zunächst klassischen Unterricht auf der Violine, bevor er zur Klarinette und dann zur Flöte wechselte. Kurz vor der Beendigung seiner Ausbildung zum Klavierbauer entdeckte er 1978 den Kontrabass. Bald begleitete er so verschiedene Musiker wie Curtis Fuller, Toots Thielemans, George Gruntz oder Matthieu Michel. 1983 war er erstmals mit Jazz à quatre (dem Quartett seines Vaters) im Aufnahmestudio; weitere Alben mit Thierry Lang oder Moncef Genoud folgten. In den Folgejahren arbeitete er vor allem im Trio von Silvano Bazan und mit der Big Band de Lausanne, die mit Solisten wie Fred Hersch, Jon Faddis, Adam Nussbaum, Johnny Griffin, Marvin Stamm, Tom Rainey und Franco Ambrosetti arbeitete und zahlreiche Alben vorlegte. Auch trat er mit Harry Sweets Edison, Pascal Auberson, Philippe Staehli und Phil Collins auf.
1991 gründete er ein Mastering-Studio, indem er hauptsächlich für das TCB-Label wirkte.

## Diskographische Hinweise
- Swing and Blues Band Talk to Me (Plainisphare, 1983)
- Alberto Tognetti Piano Bar (Disques Office, 1987)
- Bernard Ogay Suite for Sextet (TCB, 1989)
- Toots Thielemans, Fred Hersch, Christian Gavillet, Big Band de Lausanne, Orchestre de Chambre de Lausanne Concerto pour Harmonica (TCB, 1994)
- Silvano Bazan Trio A Little Dizzy (ESPACE 2/BOS, 1995)
- Peter Candiotto Quartet Martha (PMC, 1995)
- Max Jendly Chocoratorio (Disques Office, 1997)
- Larry Alexander I Am who Sings (LA, 1998)
- Silvano Bazan Trio (Featuring George Robert, Special Guest Phil Collins): I Whish I Knew (TCB, 2003)
- Joséphine A voix basse (Plainisphare, 2003)
- Yvan Ischer Scorpio 7 Sleepless (TCB, 2005)
- Julien-François Zbinden  It’s the Talk of the Town (TCB, 2007)

## Lexikalische Einträge
- Bruno Spoerri (Hrsg.):  Biografisches Lexikon des Schweizer Jazz. CD-Beilage zu: Bruno Spoerri (Hrsg.): Jazz in der Schweiz. Geschichte und Geschichten. Chronos-Verlag, Zürich 2005, ISBN 3-0340-0739-6